# Ейвонлійські хроніки
«Ейвонлійські хроніки» — збірка оповідань відомої канадської письменниці Люсі-Мод Монтгомері, пов'язаних із серією «Енн із Зелених Дахів». Події відбуваються у вигаданому канадському селищі Ейвонлі. Оповідання вперше надруковані 1912 року. Енн Ширлі з'являється в цих історіях лише епізодично: із 12 оповідань Енн зіграла помітну роль тільки в одному («Як поквапити Людовіка») і другорядну роль в іншому («Як залицятися до Прісі Стронг»). У інших п’яти оповіданнях вона лише побіжно згадується («Кожен своєю мовою», «Маленька Джослін», «Як побратися з Люсіндою», «Карантин в Александра Авраама», «Диво в Кармоді»).
Інші мешканці Ейвонлі також з'вляються епізодично, зокрема Марілла Катберт і Рейчел Лінд, Діана Баррі, пан Аллан та його дружина. 
Більшість історій із цієї збірки ніколи не згадувалися в циклі «Енн із Зелених Дахів». А все тому, що більшість цих оповідань були написані й опубліковані авторкою в різних журналах ще до задуму й написання циклу. Згодом, після величезного успіху першого роману «Енн із Зелених Дахів» 1908 року та продовження «Енн із Ейвонлі» 1909 року, видавці почали вимагати від Монтгомері ще історій про Енн. Тоді авторка переробила декілька раніше опублікованих «не Ейвонлійських» історій, щоб вони увійшли до циклу про Ейвонлі, а також подекуди додала згадку про Енн Ширлі та інших меншанців Ейвонлі. І тоді світ побачила збірка «Ейвонлійські хроніки» як супутня книга до серії про Енн.
Книга присвячена «Пам'яті дружини Вільяма Х'юстона, милої подруги, що відійшла від нас…».

## Оповідання
1. «Як поквапити Людовіка»
2. «Стара Леді Ллойд»
3. «Кожен своєю мовою»
4. «Маленька Джослін»
5. «Як побратися з Люсіндою»
6. «Донька Старого Шоу»
7. «Жених тітки Олівії»
8. «Карантин в Александра-Авраама»
9. «Набуток Таточка Слоуна»
10. «Як залицятися до Пріссі Слонг»
11. «Диво в Кармоді»
12. «Примирення»

## Продовження та адаптація
Опісля, 1920 року було видано «Ейвонлійські хроніки. Продовження», де героями стали також мешканці вигаданого селища Ейвонлі. Деякі з цих історій були взяті за основу успішного телесеріалу «Дорога до Ейвонлі».

## Видання українською
Люсі-Мод Монтгомері. Ейвонлійські хроніки / переклад з англійської Анни Вовченко. — Львів: Урбіно, 2018. 192 с. ISBN: 978-966-2647-51-8  

## Інші книги
| # | Назва книги                   | Дата публікації | Вік Енн Ширлі |
| 1 | Енн із Зелених Дахів          | 1908            | 11-16         |
| 2 | Енн із Ейвонлі                | 1909            | 16-18         |
| 3 | Енн із Острова Принца Едварда | 1915            | 18-22         |
| 4 | Енн із Шелестких Тополь       | 1936            | 22-25         |
| 5 | Енн у Домі Мрії               | 1917            | 25-27         |
| 6 | Енн із Інглсайду              | 1939            | 34-40         |
| 7 | Діти з Долини Райдуг          | 1919            | 41            |
| 8 | Рілла з Інглсайду             | 1921            | 49-53         |

| # | Назва книги                       | Дата публікації | Вік Енн Ширлі |
| — | Ейвонлійські хроніки              | 1912            | —             |
| — | Ейвонлійські хроніки. Продовження | 1920            | —             |
| — | The Blythes Are Quoted            | 2009            | —             |